# ألبرت سكينر
ألبرت سكينر (بالإنجليزية: Albert Skinner)‏ (1868 في المملكة المتحدة - ) هو لاعب كرة قدم بريطاني (وحمل سابقاً جنسية المملكة المتحدة لبريطانيا العظمى وأيرلندا) في مركز الظهير. لعب مع بورت فايل.